# Halb elf in einer Sommernacht
Halb elf in einer Sommernacht (Originaltitel: 10:30 P.M. Summer) ist ein 1965 gedrehtes, amerikanisch-spanisches Gesellschaftsdrama. Unter der Regie von Jules Dassin spielten Romy Schneider, Melina Mercouri und Peter Finch die Hauptrollen.

## Handlung
Irgendwo in der spanischen Provinz im Hochsommer. Ein Ehepaar, die Griechin Maria und der Brite Paul, verbringen ihren Urlaub in der südlichen Sonne gemeinsam mit beider Tochter Judith. Ihnen angeschlossen hat sich Claire, eine enge Freundin Pauls. Als plötzlich ein Unwetter über die Landschaft hereinbricht, suchen die vier Unterkunft in einem kleinen verschlafenen Ort. Dort kommt es zur selben Zeit zu einer schrecklichen Gewalttat: Der junge Bauer Rodrigo Palestra erschießt seine ehebrechende Frau mitsamt ihrem Liebhaber. Dann taucht der Mann unter.
Maria fühlt eine tiefe innere Leere in ihrer Ehe mit Paul, und so ist die Bluttat für sie zugleich ein Grund, alles bisherige in Frage zu stellen. Dieser Ausbruch an Gewalt, an Leidenschaft, fasziniert sie. Sie fühlt sich dem flüchtigen Mörder Rodrigo verbunden. So ist es auch ein Akt von Selbstbefreiung, als sie den Mörder aus Leidenschaft eines Nachts mit dem Auto heimlich aus dem Ort fährt, um ihn zu verstecken. Maria verspricht dem jungen Spanier, in den folgenden Tagen wiederzukommen und ihn über die Grenze nach Frankreich zu bringen. Schließlich informiert Maria ihren Mann und Claire über ihre wegweisende Begegnung. Alle drei fahren zum verabredeten Platz, doch sie finden Palestra tot vor. In seiner Verzweiflung und Hoffnungslosigkeit sah er nur einen Ausweg: sich zu erschießen.
Die Mittagshitze verwandelt die Landschaft in einen Glutofen. Die drei Reisenden kehren in einem Gasthof nahe der Fernstraße nach Madrid ein. Maria beginnt sich dort hemmungslos zu betrinken; der Freitod Palestras hat ihr die letzte Hoffnung auf Wandel genommen, den Glauben, dem ihr leer und sinnlos erscheinenden Leben noch einmal Würze zu geben. Ihr Alkoholrausch ermöglicht es Paul und Claire, die einander schon seit langem begehren, sich endlich ihrer Lust hinzugeben. Doch während Claire ernsthaftes Interesse an Paul hegt, scheint dieser zu einem grundlegenden Wandel in seinem Leben nicht bereit; zu sehr hängt er an seiner ihm längst entglittenen Ehefrau.
In Madrid angekommen, setzt der Engländer alles auf eine Karte und versucht, die Leidenschaft eines Rodrigo Palestra kopierend, seine Frau im Sturm zurückzuerobern. Doch Maria ist mittlerweile klarer als je zuvor: Sie will ihren Gatten, der sie nur langweilt, nicht mehr; sie betrachtet ihre Ehe mit Paul als gescheitert, als tot. Die Begegnung mit Palestra hat ihr die Sinnlosigkeit dieser Beziehung offenbart. Noch einmal wird Gemeinsamkeit vorgegaukelt, die Leere übertüncht, als die drei Erwachsenen ein Flamencolokal besuchen und anschließend, um halb elf Uhr nachts, durch die Gassen der Stadt schlendern. Als sie sich im Verlauf eines Kinderspiels, das sie beim Stadtbummel spielen, vorübergehend trennen, spürt jeder und jede von ihnen, die bislang zumindest ihre Einsamkeit miteinander geteilt haben, eine innere Verlassenheit.

## Produktionsnotizen
Halb elf in einer Sommernacht erlebte seine Uraufführung am 24. Oktober 1966 in New York. Vier Tage darauf war der Film auch in der Bundesrepublik Deutschland zu sehen.

## Kritiken
„Der schwerflüssige, sorgfältig und zuweilen raffiniert inszenierte Film tränkt Kolportage mit Sentimentalität und versucht sich in subtilem Sex: In den Dreikampf mengt sich lesbische Liebe, Voyeurs-Lust und reizvolles Quälen. Romy Schneider macht für eine hitzige Bett-Szene sogar die Brust frei, muß sich vom Teilnehmer aber sagen lassen: "Gib dir keine Mühe. Zu einem Biest hast du kein Talent."“

„Feines Schicksalsdrama nach Marguerite Duras, gedreht von Mercouri-Gatte Jules Dassin ("Rififi"). Fazit Außergewöhnlich gestaltete Ménage-à-trois.“

„Als schelmische Referenz auf SONNTAGS NIE leistet man sich, ein Chanson als Handlungselement zu parodieren. Die Handlung legt weniger Wert auf Dialog und Aktion als auf Stimmungsfarben.“

„Ein hochambitionierter Film mit bemerkenswerten Darstellern und außergewöhnlicher Farbgestaltung, der letztlich aber Marguerite Duras' psychologisch feingesponnenen Roman zu einem allzu undistanzierten und fatalistischen Schicksalsdrama ohne Zwischentöne vergröbert.“

„Trotz gut besetzter Hauptrolle (Melina Mercouri) und dichter Atmosphäre überfrachtete Regisseur Dassin die Dreiecksgeschichte mit verschwommenen Psychologismen, so daß ein letztlich unbefriedigendes Kammerspiel mit manchen Längen entstand.“